# Anolis olssoni
Anolis olssoni este o specie de șopârle din genul Anolis, familia Polychrotidae, descrisă de Schmidt 1919. A fost clasificată de IUCN ca specie cu risc scăzut.

## Subspecii
Această specie cuprinde următoarele subspecii:
- A. o. olssoni
- A. o. alienus
- A. o. dominigensis
- A. o. extentus
- A. o. ferrugicauda
- A. o. insulanus
- A. o. montivagus
- A. o. palloris